# Liste des intercommunalités de la Seine-Saint-Denis

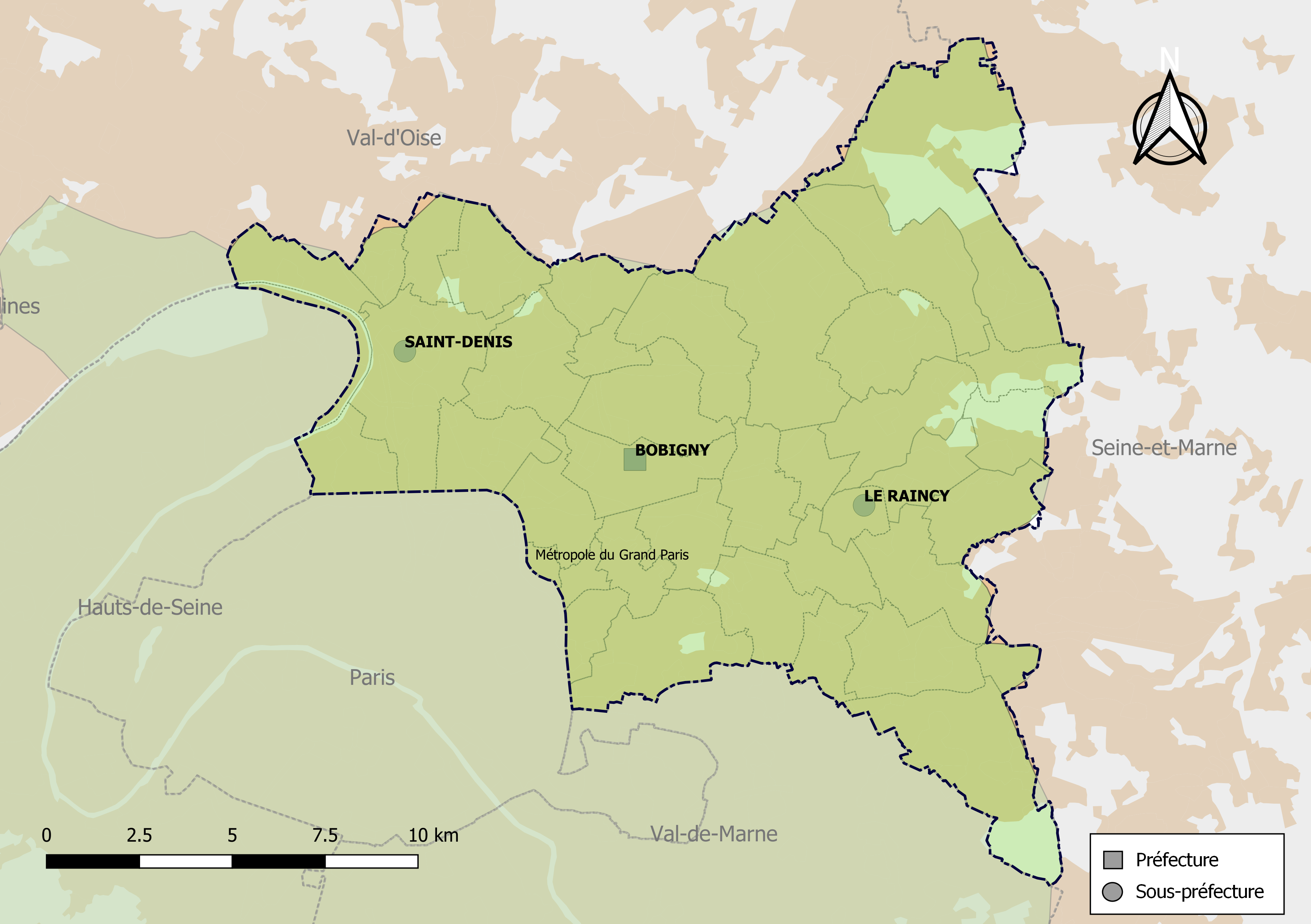
Depuis le 1er janvier 2016, Le département français de la Seine-Saint-Denis est intégralement compris sur le territoire de la Métropole du Grand Paris.

Le département français de la Seine-Saint-Denis est intégralement compris dans le territoire de la métropole du Grand Paris le 1er janvier 2016. Il est divisé en quatre établissements publics territoriaux. 
Il comprenait, jusque-là, 5 communautés d'agglomération regroupant 26 communes sur les 40 du département.

## Territoires de la métropole du Grand Paris
Depuis le 1er janvier 2016, l'ensemble des communes de la Seine-Saint-Denis est membre de la métropole du Grand Paris et chacune est insérée dans l'un des quatre établissements publics territoriaux (ETP) suivants :[réf. nécessaire]
- T6 : Plaine Commune regroupe les communes de l'ancienne communauté d'agglomération. Depuis le 1er janvier 2025, avec la fusion de Pierrefitte-sur-Seine au sein de Saint-Denis qui a pris le statut de commune nouvelle[2], cet EPT regroupe huit communes (Aubervilliers, La Courneuve, Épinay-sur-Seine, L'Île-Saint-Denis,  Saint-Denis, Saint-Ouen-sur-Seine, Stains et Villetaneuse) et son siège est fixé par décret n° 2015-1659 du 11 décembre 2015 à Saint-Denis. 
Sa superficie est de 47,4 km2 et sa population municipale est de 487 471 habitants au 1er janvier 2022. Il est géré par 80 conseillers territoriaux désignés au sein des conseils municipaux des communes membres et ses communes sont représentées par 12 élus au conseil de la métropole. Ce territoire est amené à récupérer la majeure partie des compétences de l'ancienne communauté d'agglomération.

- T7 :  Paris Terres d'Envol regroupe huit communes du nord-est du département (Aulnay-sous-Bois, Le Blanc-Mesnil, Le Bourget, Drancy, Dugny, Sevran, Tremblay-en-France et Villepinte), situées dans l'orbite des aéroports Charles de Gaulle et du Bourget, et son siège est fixé par décret n° 2015-1660 du 11 décembre 2015 à Aulnay-sous-Bois. 
Il intègre donc les anciennes communautés d'agglomération Terres de France et de l'aéroport du Bourget. Sa superficie est de 78,1 km2 et sa population municipale est de 373 856 habitants au 1er janvier 2022. Il est géré par 72 conseillers territoriaux et ses communes sont représentées par 9 élus au conseil de la métropole.

- T8 : Est Ensemble regroupe les neuf communes de l'ancienne communauté d'agglomération (Bagnolet, Bobigny, Bondy, Les Lilas, Montreuil, Noisy-le-Sec, Pantin, Le Pré-Saint-Gervais et Romainville), et son siège est fixé par décret n° 2015-1661 à Romainville. 
Sa superficie est de 39,2 km2 et sa population municipale est de 441 048 habitants au 1er janvier 2022. Il est géré par 80 conseillers territoriaux et ses communes sont représentées par 10 élus au conseil de la métropole. Ce territoire est amené à récupérer la majeure partie des compétences de l'ancienne communauté d'agglomération.

- T9 : Grand Paris - Grand Est regroupe quatorze communes de l'est et du sud-est du département (Clichy-sous-Bois, Coubron, Gagny, Gournay-sur-Marne, Livry-Gargan, Montfermeil, Neuilly-Plaisance, Neuilly-sur-Marne, Noisy-le-Grand, Les Pavillons-sous-Bois, Le Raincy, Rosny-sous-Bois, Vaujours, Villemomble), et son siège est fixé par décret n° 2015-1662 du 11 décembre 2015 à Noisy-le-Grand. 
Dans le département, c'est celui dans lequel l'expérience de coopération intercommunale est la plus faible, le seul établissement public de coopération intercommunale (EPCI) à fiscalité propre préexistant se limitant aux communes de Clichy-sous-Bois et Montfermeil). Sa superficie est de 71,6 km2 et sa population municipale est de 413 020 habitants au 1er janvier 2022. Il est géré par 80 conseillers territoriaux et ses communes sont représentées par 14 élus au conseil de la métropole.

## Anciennes intercommunalités
La Seine-Saint-Denis n'était pas entièrement couverte par des intercommunalités à fiscalité propre jusqu'à la création de la métropole. En effet, les communes d'Aulnay-sous-Bois, de Coubron, de Gagny, de Gournay-sur-Marne, du Blanc-Mesnil, du Raincy, des Pavillons-sous-Bois, de Livry-Gargan, de Neuilly-Plaisance, de Neuilly-sur-Marne, de Noisy-le-Grand, de Rosny-sous-Bois, de Vaujours et de Villemomble n'appartenaient à aucun EPCI à fiscalité propre. 
Toutefois, Aulnay-sous-Bois et Le Blanc-Mesnil font partie depuis sa création, en 1971, à l'initiative de Robert Ballanger, d'une des plus anciennes structures intercommunales du département, le Syndicat d'équipement et d'aménagement des Pays de France et de l'Aulnoye, qui regroupe aussi les communes de Sevran, Tremblay-en-France et Villepinte. Autrefois syndicat intercommunal à vocation multiple, il est devenu un syndicat mixte « à la carte » en 1992. Le territoire correspondait exactement à l'ancienne 8e circonscription législative de la Seine-Saint-Denis, dont l'ancien maire d'Aulnay-sous-Bois était le député, et à une zone d'urbanisation rapide sur laquelle avait été créée une ZUP intercommunale de 461 ha, et dont l'aménagement avait été confié à une société d'économie mixte, la Société d'aménagement économique et social (SAES).
Par ailleurs, dix communes de la Seine-Saint-Denis et onze du Val-de-Marne, ainsi que les deux conseils généraux, avaient créé l'ACTEP, (Association des collectivités territoriales de l'Est parisien), structure associative constituant une forme souple d'intercommunalité de projet. Toutefois, la plupart des communes du département de la Seine-Saint-Denis l'ont quittée en 2009. Seules Neuilly-Plaisance, Neuilly-sur-Marne et Rosny-sous-Bois en faisaient encore partie en décembre 2015.

### Communautés d'agglomération
- Communauté d'agglomération de l'aéroport du Bourget 
 succède au 1er janvier 2010, à la faveur d'une modification statutaire[5], à la communauté de communes de l'aéroport du Bourget créée fin 2006 sous le nom de communauté de communes Drancy-Le Bourget qui regroupait alors ces deux villes, et qui s'est étendue, au 1er janvier 2009, à la ville de Dugny[6], 92 396 habitants en 2011.
- Communauté d'agglomération de Clichy-sous-Bois Montfermeil 
 communauté de communes créée par arrêté préfectoral du 22 décembre 1997, transformée en communauté d’agglomération par arrêté préfectoral du 29 décembre 2000, 55 798 habitants en 2011, deux communes membres (Clichy-sous-Bois, Montfermeil). La communauté d'agglomération a été intégrée le 1er janvier 2016 dans l'établissement public territorial Grand Paris - Grand Est.
- Communauté d'agglomération Est Ensemble
 communauté d’agglomération créée par arrêté préfectoral du 17 décembre 2009, en vigueur à partir du 1er janvier 2010, 397 977 habitants en 2011, neuf communes membres (Bagnolet, Les Lilas, Le Pré-Saint-Gervais, Romainville, Pantin, Noisy-le-Sec, Montreuil, Bobigny, Bondy)[7]. Des réflexions étaient menées depuis les élections municipales de 2008 en vue de la création d'une intercommunalité dans le centre du département pouvant regrouper dix villes : les neuf qui se sont unies et Rosny-sous-Bois. Cette réflexion succède à un projet avorté en 2005, qui aurait pu réunir Bagnolet, Le Pré-Saint-Gervais, Les Lilas et Romainville[8]. La communauté d'agglomération a été transformée en l'EPT éponyme le 1er janvier 2016.
- Communauté d'agglomération Plaine Commune
 communauté de communes créée par arrêté préfectoral du 3 novembre 1999, transformée en communauté d’agglomération par arrêté préfectoral du 27 décembre 2000, 407 007 habitants en 2011, neuf communes membres (Aubervilliers, La Courneuve, Épinay-sur-Seine, L'Île-Saint-Denis, Pierrefitte-sur-Seine, Saint-Denis, Saint-Ouen, Stains, Villetaneuse). La communauté d'agglomération a été transformée en l'EPT éponyme le 1er janvier 2016.
- Communauté d'agglomération Terres de France 
 communauté d’agglomération créée par arrêté préfectoral du 29 août 2009, en vigueur à partir du 1er janvier 2010, 120 355 habitants en 2011, trois communes membres (Sevran, Villepinte, Tremblay-en-France[9]).

### Communautés de communes
Le département a compté trois communautés de communes : 
- la communauté de communes de Clichy-sous-Bois-Montfermeil, créée en décembre 1997 et transformée en communauté d'agglomération en 2001 ;
- Plaine Commune, créée sous forme de communauté de communes en 2000, se transforme en communauté d'agglomération en 2001 ;
- la communauté de communes Drancy-Le Bourget, créée au 1er janvier 2007, qui prend le nom, après l'adhésion de Dugny en 2009, de communauté de communes de l'aéroport du Bourget ; elle se transforme en communauté d'agglomération, le 1er janvier 2010, et devient la communauté d'agglomération de l'aéroport du Bourget.

## EPCI sans fiscalité propre
De nombreux syndicats intercommunaux sans fiscalité propre exercent leur activité dans le territoire. 
On peut ainsi citer :
- Syndicat d'équipement et d'aménagement des Pays de France et de l'Aulnoye (SEAPFA).
- Syndicat intercommunal du centre informatique de Montreuil, le SICIM, spécialisé dans les technologies de l'information et de la communication.
- Syndicat mixte des systèmes d'information, le SII, basé à Bobigny, expert en système d'information et administration électronique. Il fournit à ses adhérents conseil, assistance à maîtrise d'ouvrage, études fonctionnelles, services applicatifs en mode SaaS (65 applications métiers) et services techniques notamment. Homologué tiers de télétransmission  des actes administratifs (projet ACTES).

On peut surtout citer les "grands" syndicats créés à l'échelle de l'ancien département de la Seine dès les années 1920 :
- SIPPEREC qui assure
  - pour 80 communes (plus Paris pour ses bois de Boulogne et de Vincennes) et 3 millions d'habitants (1 678 935 abonnés qui consomment 15 774 GWh) la compétence du service public de la distribution d'électricité ;
  - de nombreuses délégations de service public pour les télécommunications, que ce soit par câble (31 communes, soit 106 000 habitants), par courant porteur en ligne, infrastructures à très haut débit, installation de 470 km fibre optique noire, soit plus de 1 200 points de connexion mis à disposition des opérateurs : 95 % des offres DSL dégroupées en région parisienne utilisent cette infrastructure.
- SIGEIF, créé en 1901, fédère 176 communes, soit 4,9 millions d’habitants pour la compétence service public de la distribution du gaz (dont 55 communes, représentant 1,2 million d’habitants, lui ont également déléguée le service public de la distribution de l’électricité,
- SEDIF, créé en 1923, ce syndicat intercommunal regroupant 144 communes de la région parisienne sur un territoire comprenant sept départements, gère le service public de l'eau, afin de produire et distribuer de l'eau à 514 000 abonnés, soit plus de 4 000 000 de consommateurs. Avec environ 1 million de m³ distribué chaque jour, le SEDIF est le plus grand service public d'eau en France. Il distribue une eau potable à 4 millions d'habitants en Île-de-France.
- Le syndicat des communes de la région parisienne pour le service funéraire (SIFUREP), créé en 1905 dans la foulée de la loi de séparation des Églises et de l'État, il a pour objet :
  - d’assurer dans les 71 communes des départements des Hauts-de-Seine, de la Seine-Saint-Denis, et du Val-de-Marne représentant une population de plus de 2 700 000 habitants, le service extérieur des pompes funèbres ;
  - le contrôle de la gestion de trois contrats de délégation de service public : 
    - pour le service extérieur des pompes funèbres,
    - la construction et l’exploitation du crématorium du Mont-Valérien à Nanterre,
    - la construction et l’exploitation du crématorium du Val-de-Bièvre à Arcueil.
- SIAAP, depuis 1970, transporte et dépollue les eaux usées de plus de 8 millions d'habitants des départements des Hauts-de-Seine, de la Seine-Saint-Denis, du Val-de-Marne et de Paris, ainsi que de 180 communes de l'Île-de-France (Val-d'Oise, de l'Essonne, des Yvelines et de Seine-et-Marne).
Au pied de chaque habitation, les égouts communaux ou départementaux recueillent les eaux usées et les dirigent vers les émissaires du SIAAP  (énormes tuyaux de 2,5 à 6 m de diamètre, situés jusqu'à 100 m de profondeur qui les transportent jusqu'aux usines d'épuration.  Les eaux usées y sont débarrassées des pollutions carbonées, azotée et phosphatées qu'elles contiennent avant d'être rejetées dans la Seine et dans la Marne.
Le SIAAP gère ainsi :
  - 2 350 kilomètres d'égouts à Paris dont 1 600 km sont visitables ;
  - 160 kilomètres d’émissaires de 2,5 à 4 mètres de diamètre enfouis de 10 à 100 mètres sous terre ;
  - le bassin de La Plaine, situé sous le Stade de France qui stocke 165 000 m3 d’eaux pluviales ;
  - le bassin de l'Hay-les-Roses qui stocke 80 000 m3 d’eau pluviales ;
  - le tunnel réservoir de Cachan, qui stocke 55 000 m3 d’eau stockés pluviales ;
  - le bassin d’Arcueil, qui stocke 240 000 m3 d’eau pluviales ;
  - le bassin Proudhon, qui stocke 15 000 m3 d’eau pluviales ;
  - le bassin d’Antony qui stocke 115 000 m3 d’eau pluviales ;
  - ses usines d'épuration d'Achères, Valenton, Colombes, Noisy-le-Grand et bientôt à Triel-sur-Seine et au Blanc-Mesnil.